# مطار طانطان الشاطئ الأبيض
مطار طانطان الشاطئ الأبيض (إياتا: TTA، إيكاو: GMAT) هو مطار داخلي يخدم مدينة طانطان في جهة كلميم واد نون جنوب المغرب، ويستخدم المطار للنقل المدني والعسكري.
يعرف المطار حركة كبيرة للطائرات، خلال تنظيم موسم طانطان السنوي، نظراً لتوافد عدد كبير من المسافرين والمشاركين الذين يصلون لهذا الموسم عبر الرحلات الجوية.

## تجهيزات المطار
يتوفر المطار على محطة جوية واحدة تبلغ مساحتها 1300 متر مربع، وعلى موقف للطائرات يُمكنه إستيعاب 3 طائرات من الحجم المتوسط.

## تاريخ
في سنة 2018، تم إعادة تحديث الإسفلت الخاص بمدرج المطار وزيادة طوله من 2000 إلى 2600 متر.

## الرحلات الجوية
| شركات الطيران                   | الوجهات                          |
| ------------------------------- | -------------------------------- |
| الخطوط الملكية المغربية إكسبريس | مطار محمد الخامس (الدار البيضاء) |

## إحصائيات
حركة المسافرين:
| 2014   | 2015   | 2016   | 2017   | 2018   | 2019   | 2020 | 2021 | 2022 |
| ------ | ------ | ------ | ------ | ------ | ------ | ---- | ---- | ---- |
| 563 12 | 500 11 | 210 12 | 170 12 | 303 10 | 957 12 | 2602 | 0    | 5779 |
|        | ▼      | ▲      | ▼      | ▼      | ▲      | ▼    | ▼    | ▲    |